# Alain Schmitt
Alain Schmitt, (* 2. listopadu 1983 ve Forbachu, Francie) je francouzský zápasník – judista.

## Sportovní kariéra
S judem začínal v Petite-Rosselle na německo-francouzském pohraničí. Po úspěších mezi juniory si ho trenéři stáhli do Paříže, kde se připravoval v klubu Racing Club de France (RCF). Od roku 2006 se připravuje v klubu Levallois SC. Jeho osobní technikou je seoi-nage, ale jeho judo je známé především poctivým bojem o úchop (kumikatou).
Členem širší seniorské judistické reprezentace je od roku 2002 a prakticky celou sportovní kariéru soupeří o pozici reprezentační jedničky v polostřední váze. V začátcích byl jeho hlavním rivalem Anthony Rodriguez a později Loïc Pietri. V roce 2012 využil slabší Pietriho formy (vleklé zranění) a zajistil si účast na olympijské hry v Londýně. Doplatil však na náročný los a přílišnou opatrnost. V prvním kole se utkal s ostříleným Nizozemcem Guillaumem Elmontem a po dobrém taktickém výkonu ho dokázal eliminovat. Ve druhém kole se mu však jeho pasivní judo vymstilo v zápase s tvrdým Argentincem Emmanuelem Lucentim. V závěru zápasu při "false ataku" (hraní aktivity na rozhodčího) hrubě chyboval a Lucenti ho po podmetl technikou ko-soto-gari na ippon.

### Vítězství
- 2007 – 1x světový pohár (Varšava)
- 2011 – 1x světový pohár (Amsterdam)
- 2012 – 1x světový pohár (Lisabon)

## Výsledky
| Olympijské hry     |    |   | — |    |    |     | — |   |   |     | úč. |    |     |     |   |  |  |  |  |  |  |  |  |  |
| Mistrovství světa  |    | — |   | —  |    | —   |   | — | — | úč. |     | 3. | 5.  | úč. |   |  |  |  |  |  |  |  |  |  |
| Mistrovství Evropy | —  | — | — | —  | 5. | úč. | — | — | — | 5.  | —   | —  | úč. | —   | — |  |  |  |  |  |  |  |  |  |
| ME do 23 let       | —  | — | — | 3. |    |     |   |   |   |     |     |    |     |     |   |  |  |  |  |  |  |  |  |  |
| MS juniorů         | 5. |   |   |    |    |     |   |   |   |     |     |    |     |     |   |  |  |  |  |  |  |  |  |  |
| ME juniorů         | 2. |   |   |    |    |     |   |   |   |     |     |    |     |     |   |  |  |  |  |  |  |  |  |  |